# Heterorrhina obesa
Heterorrhina obesa är en skalbaggsart som beskrevs av Oliver Erichson Janson 1884. Heterorrhina obesa ingår i släktet Heterorrhina och familjen Cetoniidae. Inga underarter finns listade i Catalogue of Life.